# Лэнс Хантер
Ланселот «Лэнс» Хантер (англ. Lancelot "Lance" Hunter) — персонаж, появившийся в комиксах издательства Marvel Comics. Он впервые появился в Captain Britain Weekly #19 (16 февраля 1977) и был создан писателем Гари Фридрихом и художником Хербом Тримпе.
Хантер — командующий Королевским флотом, который стал директором У.Д.А.Р прежде чем впоследствии получил звание Коммодора и стал председателем Объединенного комитета разведки.
В телесериале Агенты «Щ.И.Т.» Ник Блад изображает персонажа в версии «Кинематографической вселенной Marvel».

## История публикации
Созданный Гэри Фридрихом, и впервые написанный Хербом Тримпе, Хантер дебютировал в Captain Britain Weekly #19 16 февраля 1977 года. Он был в Британском У.Д.А.Р.е, партнером Ника Фьюри агента Щ.И.Т.а. Хантер продолжал появляться на страницах Captain Britain Weekly #19 в течение всего остального 1977 года, но не появлялся на панели снова до 30 лет спустя в Civil War: Battle Damage Report в 2007 году.

## Биография
После Тода Рэдклиффа в У.Д.А.Р.е был обнаружен предатель, тайно работающий на Красного Черепа, который был выставлен, командующим Лэнсом Хантером представляющего себя в качестве директора У.Д.А.Р.а Нику Фьюри. Агенты У.Д.А.Р. а и Щ.И.Т. работали вместе, чтобы отследить нацистскую деятельность Красного Черепа. Затем выяснилось, что Красный Череп похитил премьер-министра Великобритании Джеймса Каллагана и запустил в полночь взрывную бомбу над Лондоном.  Хантер, которому помогал Фьюри и соответствующие супергеройские пары, Капитан Британия и Капитан Америка, остановили бомбу, которая была поставлена на минутку в «Биг-Бене» и сорвала планы Красного Черепа.
Хантер помог Капитану Британии захватить злодея лорда Хока и доставил травмированного героя в штаб-квартиру У.Д.А.Р для восстановления. Однако, хотя дух капитана Британии был вызван Мерлином, где он сражался с чудовищным гигантом. Травмы, перенесенные в этой духовной сфере, переданы реальному телу Капитана. Хантер приказал врачам продолжать работать, чтобы спасти убитого героя. Хантер, наконец, признал поражение на кровати от безжизненного тела Капитана Британии, Капитан вернулся в реальный мир и покинул базу.
Через некоторое время после расформирования У.Д.А.Р.а, Хантер получил звание коммодора и был замечен вместе с Графиней Валентиной Аллегро де Фонтейн, а Алистир Стюарт брифинговал британских суперлюдей по деталям Британского закона о регистрации сверхлюдей. После вторжения Скруллов на Землю и осознания того, что тогдашний Объединённый разведывательный комитет возглавлял человек, где на самом деле Хантер был самозванцем Скруллом, Хантер был назначем новым Председателем ОРК.
Хантер согласился дать Европейскому отделу Щ.И.Т.а взять на себя ответственность за очистку, когда Mys-Tech потерпел поражение, поскольку у MI-13 не было ресурсов. Он утверждал, что Ми-13 полностью вышел из строя, и это вызвало возмущение Пита Уисдома, когда он узнал.
Хантер появляется как вспомогательный персонаж в серии 2016 года Mockingbird.

## Силы и способности
Лэнс Хантер имеет военно-морскую подготовку с опытом в боевых действий. Также он имеет опыт шпионажа, который получил во время работы на британскую разведку.

## Альтернативные версии
На Земле-22110 Лэнс Хантер — Стрелок. Он член Корпуса Капитана Британии.

## Вне комиксов

### Телевидение
Лэнс Хантер появляется как обычный персонаж во втором сезоне телесериала Агенты «Щ.И.Т.», который входит в Кинематографическую вселенную Marvel. Персонажа сыграл Ник Блад. Он дебютировал в эпизоде «Тени» в качестве наемника, который работает в воссозданной Филом Колсоном организации "Щ.И.Т" в команде под руководством его старой знакомой Изабель Хартли. В самом следующем эпизоде выяснилось, что он был украшен членством в SAS до того, как стал фрилансером. В конце эпизода Колсон официально завербовал его в качестве агента в эпизоде «Курица в Доме Волка». Хантер, как выяснилось, ранее был женат на Бобби Морс, которая также влечет за собой напряженность, но позже между ними происходит примирение. Ближе к концу 3 сезона Хантер и Бобби вынуждены покинуть Щ.И.Т. после того, как они были пойманы российскими силами в Сибири и почти вызвали международный инцидент. В сентябре 2017 года было объявлено, что Блад вернется в качестве Хантера в пятом сезоне Агентов Щ.И.Т..
Сообщалось, что Блад появится в спин-оффн вместе с Эдрианн Палики как Бобби Морс. Развитие спин-оффа было приостановлено на неопределенный срок, что означает, что Лэнс и Бобби Морс останутся рядовыми в Агентах Щ.И.Т. за 3 сезон. Variety объявила, что сериал был заказан сетью под названием «Особо опасные». 12 мая 2016 года ABC объявила, что «Особо Опасные» не будет выпущен.